# تبلیغات محیطی

## تعاریف

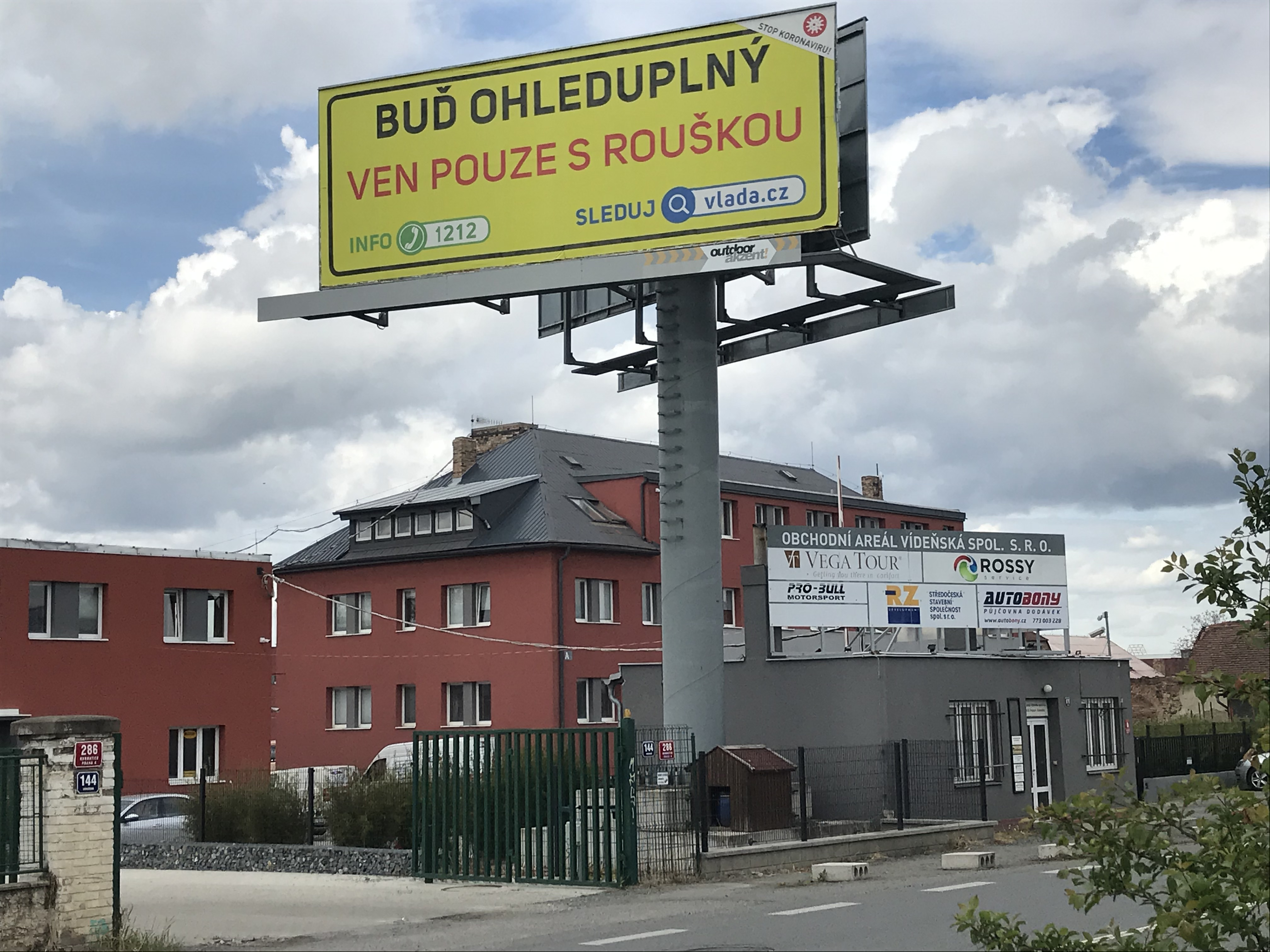
نمونه بیلبورد تبلیغاتی

تبلیغات محیطی به هر نوع تبلیغ خارج از نقطه نهایی خرید مشتری POP گفته می‌شود. «تبلیغات بیرونی اصطلاحی کلی و غیرتخصصی دربارهٔ انواع اشکال تبلیغات است که در فضاهای خارج از خانه صورت می‌پذیرند. دیگر معادل این اصطلاح تبلیغات خارج از خانه نامیده می‌شود. تبلیغات محیطی شاخه‌ای تخصصی، جدید و رو به گسترش از تبلیغات بیرونی است که نباید آن‌ها را به یکسان به کار گرفت.» «عبارت خارج از خانه یعنی هر رسانه‌ای که خارج از محیط منزل با مشتری در ارتباط باشد.»

## پیشینهٔ تاریخی
برخی پژوهشگران، سابقهٔ تبلیغات محیطی در جهان را بسیار پیش‌تر از ظهور ماشین آلات، انقلاب صنعتی و مدرنیته می‌دانند. در مقابل، برخی دیگر برآنند که تاریخ این رشته با تولید انبوه و نظام سرمایه‌داری و مصرف، گره خورده است.

## اهداف
تبلیغات محیطی یک شیوه مناسب برای به خاطر آوردن نام محصول قبل از ورود مشتری به مراکز خرید و در واقع آخرین شانس تولیدکنندگان جهت معرفی محصول‌شان است. «تغییرات رفتاری مردم در جامعه سبب افزایش درخواست برای تبلیغات محیطی در انواع گوناگون آن شده است. در واقع تبلیغات محیطی پیام خود را به صورت ساده اما پرقدرت به مصرف‌کنندگانی که در حال جابه‌جایی و مسافرت هستند، به‌خصوص درست در زمانی که در محل خرید حضور دارند، می‌رساند.»

## رسانه و ابزارها
«در سراسر جهان چهار نوع عمده برای تبلیغات محیطی در نظر گرفته می‌شود که عبارتند از: بیلبورد، مبلمان شهری، وسایل حمل و نقل و سایر رسانه‌های محیطی.»
- بیلبورد (Billboard) بهترین ابزار از جهت میزان دید، برای معرفی محصول و خدمات در محیط شهری می‌باشد. بیلبورد یک ایده جالب و بدیع است که بیننده را وادار می‌نماید به تفکری که در پشت یک طرح پنهان است، فکر کرده و تصمیم نهایی برای خرید را بگیرد.
- مبلمان شهری (Urban furniture)
- وسایل حمل و نقل (Vehicle) نظیر بدنهٔ اتوبوس، بدنهٔ خودروهای پخش محصول و غیره.
- سایر رسانه‌های محیطی (Other media advertising) که در شرح آن می‌توان از موارد ذیل نام برد:

1. استرابورد (Straboard) نوعی استند ایستاده تبلیغاتی است؛ به عبارتی نسل جدید سازه‌های بادبانی و پرتابل‌های ایستاده قدیمی است که از چندین سال پیش توسط شهرداری‌ها جهت اکران‌های فرهنگی و اطلاع‌رسانی مورد استفاده قرار می‌گرفت. استرابورد سازه‌ای است که نقایص و ایرادات نسل‌های قبلی خود را برطرف کرده و ایستایی خوبی در مقابل باد دارد.
2. برایت بورد
3. استند تبلیغاتی (Stand)
4. ایستگاه‌ها (Stations) نظیر ایستگاه‌های اتوبوس، قطار شهری (مترو) و غیره.
5. تابلوی سردر فروشگاه (Store sign board)
6. تلویزیون‌های تبلیغاتی (Advertising TV screens) بخشی دیگر که امروزه افزایش یافته، تبلیغات بر روی تلویزیون‌های تبلیغاتی ثابت و سیار در سطح شهر است. به طور کلی تلویزیون های تبلیغاتی به دو دسته تلویزیون‌های درونی (در محیط های بسته) و تلویزیون های بیرونی(مثل خیابان ها، پارک ها و ...) تقسیم می‌شوند.[۷]
7. جعبه‌های نور یا لایت باکس تبلیغاتی (Light Boxes)       تابلو لایت باکس به علاوه اینکه برای فروش و تبلیغات استفاده می‌شوند، به عنوان تابلو های راهنما در مراکز و خیابان ها هم به کار می‌روند.[۸]
8. حروف‌نگاری روی پنجره فروشگاه (Window Lettering)
9. دیوارنگاری [نقاشی دیواری و دیوارنویسی] (Graffiti)
10. سایه‌بان جلوی درب فروشگاه (Awnings)
11. عرشهٔ پل‌ها (Bridge advertising)
12. لمپوست بنر (Lamp-post banner)
13. ویترین (Advertising Showcase)
14. و بسیاری موارد دیگر

## مزایا
- بهترین ابزار برای معرفی برند است.
- وسیله‌ای مناسب برای افزایش فروش است.
- ابزاری مناسب برای معرفی کالا و خدمات است.
- ابزاری مناسب برای آگاهی رسانی نسبت به ورود یک محصول جدید به بازار است.
- از این ابزار می‌توان برای هدفگیری مشتری در مراکز تصمیم‌گیری استفاده کنند.

## معایب
- بالا بودن هزینه‌های مربوط به تبلیغات محیطی.
- نیاز به اخذ مجوزهای گوناگون برای اکران آگهی.
- وجود منع قانونی برای تبلیغ برخی کالاها و خدمات خاص.
- عدم امکان سنجش میزان دیده شدن تبلیغات محیطی توسط مخاطبین آن بر خلاف تبلیغات اینترنتی.
- رسانه محیطی به قدری قدرتمند است که می‌تواند کسب و کار شما را متحول کند و عکس آن اگر زیر‌ساخت‌های مناسب و کافی نداشته باشید، می‌تواند تبدیل به یک ضد تبلیغ شود.

## تابلوسازی یک تبلیغات محیطی
تابلوسازی یکی از بهترین و موثرترین شیوه های تبلیغات محیطی است. تابلو در انواع مدل با مواد مختلف ساخته می‌شود. انواع تابلو که برای تبلیغات محیطی استفاده می‌شوند عبارتند از:

حروف برجسته – تابلو چلنیوم –  لایت باکس –  تابلو تبلیغاتی – تابلو کامپوزیت – ترموود –  پلکسی – حروف استیل –تابلو استیل–وکیوم– ترمووود – فلکس –  لایت باکس –  تلویزیون شهری – تابلو روان –تابلو ال ای دی 